# Klek (Zrenjanin)
Klek (serbisch-kyrillisch Клек, rumänisch Clec, ungarisch Begafő, auch Klekk) ist ein Ort im serbischen Banat und gehört zum Verwaltungsgebiet der Stadt Zrenjanin.

## Geschichte

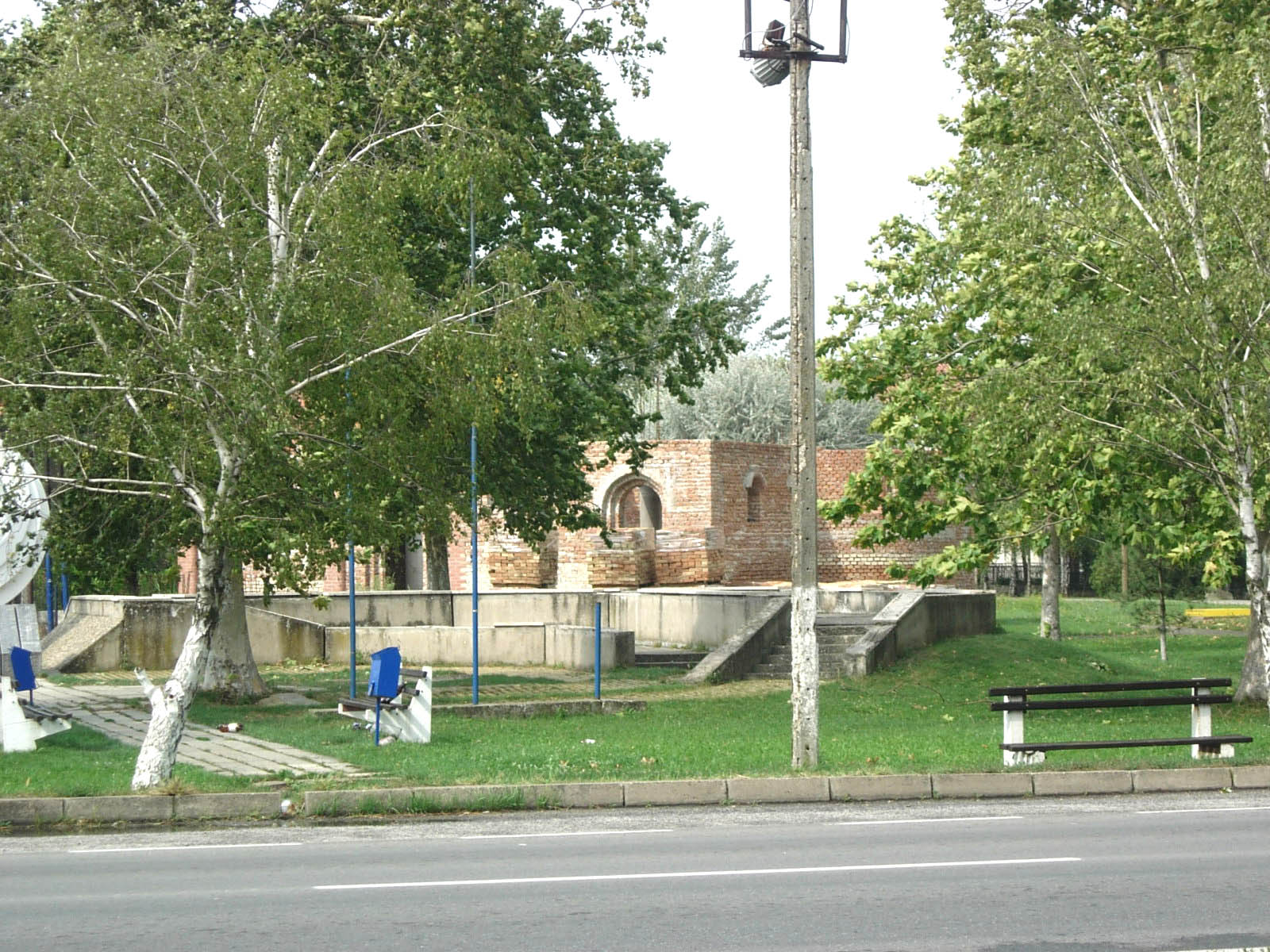
Im Bau befindliche Serbisch-orthodoxe Kirche

Donauschwaben begannen nach dem Rückzug des Osmanischen Reichs mit der Besiedlung des Donauufers und gründeten im Jahr 1766 das "alte" Klek auf einem Sumpfgebiet zwischen den Flüssen Bega und Temesch. Sie schafften landwirtschaftliche Flächen und begannen mit dem Anbau von Mais, Zuckerrüben, Hanf, Tabak, Sonnenblumen, Mohn und weiterem Gemüse und Früchten.
Durch wiederholte Überschwemmungen des Ortes wurde das alte Dorf letztendlich aufgegeben und an der Stelle des heutigen Kleks um 1818 neu gegründet.
Nachkommen der ersten Siedler Kleks lebten bis zum Ende des Zweiten Weltkriegs im Dorf. Nach der Niederlage der Achsenmächte flüchtete der überwiegende Teil der deutschen Gemeinde aus Angst vor Racheakten oder wurden vertrieben. Größtenteils kehrten die Siedler nach mehr als 150 Jahren zurück nach Deutschland, wodurch die einst sehr große und einflussreiche Gemeinde der Donauschwaben im Westbanat nahezu vollständig verschwunden ist.

## Demografie
In Klek leben nach einer Volkszählung aus dem Jahr 2002 insgesamt 2394 volljährige Personen in 873 Haushalten. Das Durchschnittsalter der Einwohner liegt bei 38,9 Jahren (37,9 bei der männlichen und 39,9 bei der weiblichen Bevölkerung). Das Dorf hat eine serbische Mehrheit und verzeichnet ein leichtes Ansteigen der Einwohnerzahl.
| Bevölkerungsentwicklung |           |
| Jahr                    | Einwohner |
| 1948                    | 1608      |
| 1953                    | 1635      |
| 1961                    | 1835      |
| 1971                    | 1990      |
| 1981                    | 2401      |
| 1991                    | 2729      |
| 2002                    | 3009      |